# Počivala u Gornjem Ogorju
Počivala su etnografsko nalazište u selu Gornjem Ogorju, općina Muć, zaštićeno kulturno dobro.

## Opis dobra
Etnografsko nalazište „Počivala“ u Gornjem Ogorju značajno je obilježje starog pučkog pogrebnog obreda. Tu se zaustavljala povorka s pokojnikom na putu od zaseoka do groblja. Na tom se mjestu pokojnik okretao tri puta „naoposun“ – u pravcu kretanja sunca, spuštao se na zemlju, a uz glavu i noge se stavljao kamen s uklesanim imenom ili samo inicijalima, te godinom rođenja i smrti ili pak bez ikakvih oznaka. Vjerovalo se da se tu duša odvaja od tijela. Ovo je jedinstven primjer pogrebnog počivala zajedničkog nekolicini zaseoka sačuvan u Dalmaciji.

## Zaštita
Pod oznakom Z-95 zavedena su kao nepokretno kulturno dobro - pojedinačno, pravna statusa zaštićena kulturnog dobra, klasificirano kao "memorijalna obilježja i mjesta".